# Vitalie Pîrlog
Vitalie Pîrlog (ur. 28 lipca 1974 w Nisporeni) – mołdawski polityk i prawnik, minister sprawiedliwości w latach 2006–2009, pełniący obowiązki premiera Mołdawii od 14 do 25 września 2009.

## Życiorys
Vitalie Pîrlog w latach 1992–1997 studiował prawo międzynarodowe na wydziale prawa Universitatea Liberă Internaţională din Moldova w Kiszyniowie. W 1993 rozpoczął karierę zawodową jako doradca prawny w prywatnej firmie międzynarodowej. W latach 1997–2001 pracował jako starszy doradca w wydziale rejestrów w administracji prezydenta Republiki Mołdawii.
W styczniu 2001 został mianowany wicedyrektorem wydziału stosunków międzynarodowych Ministerstwa Sprawiedliwości. Od 2001 reprezentował Mołdawię przed Europejskim Trybunałem Praw Człowieka. W tym samym czasie objął stanowisko dyrektora wydziału stosunków międzynarodowych i integracji europejskiej w Ministerstwie Sprawiedliwości. W latach 2001–2005 był członkiem Komitetu Sterującego ds. Praw Człowieka (CDHH) Rady Europy.
Od 2005 brał udział w pracach stałej komisji rządowej ds. egzekwowania orzeczeń Europejskiego Trybunału Praw Człowieka przeciw Republice Mołdawii. 20 września 2006 z rekomendacji komunistów objął stanowisko ministra sprawiedliwości w gabinecie premiera Vasile Tarleva. Zachował je również w rządzie premier Zinaidy Greceanîi. 10 września 2009, dzień po ogłoszeniu przez premier swojej rezygnacji z urzędu, prezydent Vladimir Voronin mianował Vitalie Pîrloga na stanowisko p.o. premiera Mołdawii. Zgodnie z prezydenckim dekretem objął on urząd 14 września 2009. Sprawował go do 25 września 2009, kiedy to parlament zatwierdził rząd Vlada Filata.
W 2009 wycofał się z działalności politycznej, zajął się praktyką prawniczą, stanął na czele stowarzyszenia zajmującego się prawami człowieka. W 2017 został przewodniczącym komisji kontroli dokumentacji (CCF) w ramach Interpolu.